# Fabula magna
Fabula Magna è il terzo album dei Coronatus, pubblicato il 18 dicembre del 2009.

## Tracce
1. Intro - 01:31
2. Geistkirche - 04:34
3. Tantalos - 03:31
4. Wolfstanz - 05:16
5. Der Fluch - 05:24
6. Flying By (Alone) - 05:02
7. Kristallklares Wasser - 04:22
8. How Far - 03:56
9. Der Letzte Tanz - 04:27
10. Est Carmen... - 03:56
11. Blind - 04:06
12. Josy - 04:16
13. Hot & Cold (Rework 2009) - 05:09
14. Scream of the Butterfly (Special Acoustic Version) - 03:50